# Campionati italiani allievi di atletica leggera
I campionati italiani allievi di atletica leggera (ufficialmente campionati italiani individuali su pista allievi e allieve), noti anche come campionati italiani under 18, sono una manifestazione nazionale di atletica leggera organizzata dalla FIDAL e riservata agli atleti e le atlete della categoria allievi (o under 18), che si disputa ogni anno in Italia a partire dal 1966.
Il loro corrispettivo al coperto sono i campionati italiani allievi di atletica leggera indoor, che si svolgono ogni anno nel periodo invernale (solitamente a febbraio).
La cinquantesima edizione si è svolta a Milano dal 19 al il 21 giugno 2015.

## Discipline
Corse piane
- 100 metri piani
- 200 metri piani
- 400 metri piani
- 800 metri piani
- 1500 metri piani
- 3000 metri piani

Corse a ostacoli
- 100 metri ostacoli allieve (76,2 cm)
- 110 metri ostacoli allievi (91,4 cm)
- 400 metri ostacoli allieve (76,2 cm)
- 400 metri ostacoli allievi (84 cm)
- 2000 metri siepi allieve (76,2 cm)
- 2000 metri siepi allievi (84 cm)

Salti
- Salto in alto
- Salto con l'asta
- Salto in lungo
- Salto triplo

Lanci
- Lancio del martello allieve (3 kg)
- Lancio del martello allievi (5 kg)
- Lancio del giavellotto allieve (500 g)
- Lancio del giavellotto allievi (700 g)
- Lancio del disco allieve (1 kg)
- Lancio del disco allievi (1,5 kg)
- Getto del peso allieve (3 kg)
- Getto del peso allievi (5 kg)

Marcia
- Marcia 5000 metri su pista

Staffette
- Staffetta 4×100 metri
- Staffetta 4×400 metri

## Edizioni
| Anno | Città     | Periodo                 | Sede                                       |
| ---- | --------- | ----------------------- | ------------------------------------------ |
| 2000 | Viareggio |                         | Stadio Torquato Bresciani                  |
| 2012 | Firenze   | dal 29 al 30 settembre  | Stadio Luigi Ridolfi                       |
| 2013 | Jesolo    | dal 4 al 6 ottobre      | Stadio Comunale A. Picchi                  |
| 2014 | Rieti     | dal 20 al 22 giugno     | Stadio Raul Guidobaldi                     |
| 2015 | Milano    | dal 19 al 21 giugno     | Arena Civica                               |
| 2016 | Jesolo    | dal 17 al 19 giugno     | Stadio Comunale A. Picchi                  |
| 2017 | Rieti     | dal 16 al 18 giugno     | Stadio Raul Guidobaldi                     |
| 2018 | Rieti     | dal 15 al 17 giugno     | Stadio Raul Guidobaldi                     |
| 2019 | Agropoli  | dal 22 al 23 giugno     | Stadio R. Guariglia                        |
| 2020 | Rieti     | dall'11 al 13 settembre | Stadio Raul Guidobaldi                     |
| 2021 | Rieti     | dal 9 al 11 luglio      | stadio Raul Guidobaldi                     |
| 2022 | Milano    | dal 17 al 19 giugno     | Arena Civica                               |
| 2023 | Caorle    | dal 23 al 25 giugno     | Stadio Giovanni Chiggiato                  |
| 2024 | Molfetta  | dal 5 al 7 luglio       | Stadio di Atletica "Mario Saverio Cozzoli" |
| 2025 | Rieti     | dal 27 al 29 giugno     | Stadio Raul Guidobaldi                     |